# Andrea Masiello
Andrea Masiello, född 5 februari 1986, är en italiensk fotbollsspelare som senast spelade för Genoa i italienska Serie A.

## Klubbkarriär

### Juventus
Efter att ha visat sin talang i Juventus ungdomsakademi fick han göra debut i Serie A 2005 i en match mot Inter som Juventus förlorade med 1-0.

### Avellino
Masiello var på lån till Avellino i Serie B under 2005. I Avellino spelade han 39 matcher. Avellino kunde till slut inte undvika nedflyttning.

### Genoa
2006 sålde Juventus sina 50% av hans kontrakt till Genoa (som tidigare ägdes av Juventus och Siena blev nu Genoa och Siena). Han spelade 19 matcher för Genoa och gjorde 1 mål och hjälpte Genoa att gå upp till Serie A.

### Bari
Efter att Masiello varit duktig under sin lånetid i klubben så köpte man honom. Han var med och vann Serie B 2009. Masiello var väldigt viktig för Bari under säsongen 2009-2010. När Andrea Ranocchia blev skadad fick han spela som mittback.

### Atalanta
I juli 2011 värvades han av Atalanta.

## Utmärkelser
- Serie B: 2009